# 短吻海龍
短吻海龍（学名：Syngnathus abaster）為海龍屬的一種，分布於東大西洋區，包括地中海、黑海及伊比利半島等海域，棲息深度可達5公尺，體長可達21公分，生活在沙泥底質的海藻床。

## 擴展閱讀
維基物種上的相關：短吻海龍